# Бібліотека Сумського державного університету
Бібліотека Сумського державного університету (Бібліотека СумДУ) – структурний підрозділ Сумського державного університету [Архівовано 8 липня 2019 у Wayback Machine.], що виконує функції культурно-інформаційного центру.
Бібліотека  відкрита не лише для студентів та співробітників університету, а й для широкого загалу.
Щорічно бібліотека обслуговує близько 65 тис. осіб, зокрема електронними ресурсами користується 50 тис. віддалених користувачів.

## Історія та сучасність
Бібліотеку Сумського державного університету засновано у вересні 1960 р. як галузеву технічну бібліотеку Сумського загальнотехнічного факультету Українського заочного політехнічного інституту. Бібліотека розміщувалась у невеликій кімнаті навчально-консультаційного пункту у м. Суми, на вул. Привокзальна.
Керівниками бібліотеки з часу її заснування були: І. І. Раздорська (1960-1961), Т. М. Козаченко (1961-1964), Н. В. Долгодуш (1964-1989), Т. В. Слабко (1989-2016), І. М. Капленко (2016-2018), Т. О. Маринич (2018-2021). З 2021 р. бібліотеку очолює О. В. Крицька[джерело?].
1966 р. – у результаті реорганізації бібліотека стала підрозділом Сумської філії  Харківського політехнічного інституту. Фонд нараховував понад 30 тис. примірників.
1989 р. – бібліотеку переміщено до нового, сучасного чотириповерхового корпусу, загальною площею 5 тис. м², який розташовувався за адресою : м. Суми, вул. Римського-Корсакова, 2.
1992 р. – створено 2 філії бібліотеки: на медичному факультеті та у студентському гуртожитку.
1998-2006 рр. – відкрито філії бібліотеки при 18 навчально-консультаційних пунктах (НКП), Шосткинському та Конотопському інститутах.
1999 р. – бібліотека занесена до реєстру Вищої атестаційної комісії (ВАК) на розсилку авторефератів дисертацій.
2002 р. – впроваджено АБІС «УФД/ Бібліотека», яка замінила традиційні картотеки електронним каталогом [Архівовано 20 липня 2020 у Wayback Machine.], що відтворює всі види наявних видань, оновлюється в реальному часі та забезпечує доступ до електронних версій документів.
2008 р. – у приміщенні центральної бібліотеки, за ініціативи кандидата філологічних наук В. Б. Звагельського, відкрито Музей історико-краєзнавчих досліджень СумДУ.
2009 р. – рішенням президії Української бібліотечної асоціації бібліотеку СумДУ визнано переможцем конкурсу "Бібліотека року-2009" та нагороджено дипломом ІІ ступеня за впровадження новітніх технологій, комп’ютеризацію бібліотечних процесів та створення відкритого інформаційного середовища.
2011 р. – сайт бібліотеки СумДУ [Архівовано 22 січня 2021 у Wayback Machine.] став першим у номінації "Кращий сайт бібліотеки вищого навчального закладу" за результатами Всеукраїнського конкурсу бібліотечних інтернет-сайтів.
2011 р. – створено Інституційний репозитарій СумДУ [Архівовано 20 липня 2020 у Wayback Machine.]. З моменту створення і донині займає лідируючі позиції у Міжнародному інтернет-рейтингу Webometrics : станом на липень 2011 року знаходився на 2-й сходинці серед українських репозитаріїв, а у 2012 році зайняв 1 місце.
2013 р. – електронний каталог бібліотеки СумДУ увійшов до топ-10 найкращих бібліотечних каталогів України.
2014 р. – бібліотека СумДУ отримала Подяку від Української бібліотечної асоціації за високий рівень електронних каталогів.
2016 р. – внаслідок об'єднання двох ЗВО до складу бібліотеки СумДУ увійшла Наукова бібліотека Української академії банківської справи НБУ. Нині Філія бібліотеки розташована у Конгрес-центрі СумДУ.
2018 р. – затверджено Стратегію розвитку Бібліотеки СумДУ на 2018–2022 рр., яка визначає місію, цілі, бачення, керівні принципи та пріоритетні напрями реформування бібліотечного центру університету.
2018 р. – започатковано проєкт "Зелена бібліотека" за підтримки Goethe Institute, який має на меті сприяти сталому розвитку регіональної громади шляхом забезпечення доступу до інформаційних матеріалів; поширення відкритих навчальних ресурсів; демонстрування власного прикладу екологічного стилю життя, сортування та переробки відходів.
2019 р. – співробітники бібліотеки СумДУ перемогли у акції Хіт FM «Працюй-Танцюй».
2019 р. – один із читальних залів бібліотеки переобладнано на коворкінг "Універ CITY". Створено зони для навчання та спілкування, встановлено сучасне ліцензійне і відкрите програмне забезпечення та хмарні сервіси з метою їх популяризації та активного впровадження в освітній процес та науку.
2019 р. – Українська бібліотечна асоціація оголосила бібліотеку СумДУ переможцем конкурсу "Бібліотека року 2019" у номінації "Великі бібліотеки" за втілення проєктів "Читання змінює нас і все навколо" та "Зелена бібліотека".
2019 р. – бібліотека долучилася до всесвітнього флешмобу TetrisChallenge. BBC Україна зробила добірку українських учасників #TetrisChallenge, до якої увійшла світлина, зроблена працівниками бібліотеки СумДУ.
2022 р., квітень - розпочато співпрацю з бібліотекою Університету Ліверпуля у межах програми «Ініціатива Єднання», що передбачає можливість співпраці українських ЗВО з університетами-побратимами в ЄС та Великій Британії, з метою надання підтримки академічній спільноті університетів України.
2022 р. - розроблено Стратегію розвитку бібліотеки на 2023-2027 рр., у якій визначено основні пріоритетні напрями діяльності бібліотеки на наступні п’ять років. При розробці стратегії враховано завдання щодо забезпечення досягнення Цілей сталого розвитку ООН. 
2023 р., листопад - участь у Міжнародній літній школі «University Library and Digital Transformation», організованій Університетом імені Адама Міцкевича в Познані. Директор бібліотеки СумДУ Ольга Крицька вивчала досвід роботи бібліотек м. Познань, де мала нагоду ознайомитись зі структурою, фондами, технічним забезпеченням. 
2024 р., червень - за підтримки Української бібліотечної асоціації відбувся ІІ Литовсько-Український бібліотечний форум "Роль бібліотек у вирішенні проблем демократичного суспільства". Форум проходив у м. Вільнюс, Паневежис та Купишкіс. Учасником стала директорка бібліотеки СумДУ Ольга Крицька. Ключові питання Форуму: бібліотечний менеджмент, медіаінформаційна грамотність, збереження та оновлення культурної спадщини, залучення громади, доступність послуг.
2024 р., червень – бібліотека СумДУ обрана координатором Групи співпраці бібліотек Альянсу українських університетів, до складу якого входить 6 ЗВО: Київський національний університет імені Тараса Шевченка, Київська школа економіки, Національний технічний університет “Дніпровська політехніка”, Національний університет водного господарства та природокористування, Сумський державний університет, Український католицький університет. У жовтні 2024 р. до Альянсу українських університетів приєдналися ще 2 університети-асоційовані члени: Університет імені Альфреда Нобеля, Чернівецький національний університет імені Юрія Федьковича.

## Бібліотека СумДУ у цифрах
Станом на 1 січня 2025 р.
Площа – 3,9 тис. м²
Загальний фонд – понад 3 млн документів:
- книжковий фонд – 1,3 млн примірників, майже 500 тис. назв;
- періодичні видання – майже 120 тис. примірників, більше 2 тис. назв;
- електронні документи – 200 тис.;
- патенти та свідоцтва – 1,6 млн примірників;
- дисертації – 1100 примірників;
- автореферати дисертацій – майже 100 тис. примірників;
- звіти про науково-дослідні роботи університету – 1,8 тис. документів.

Користувачі – понад 65 тис.
Відвідування за рік – понад 640 тис.
Відвідування вебресурсів за рік  – понад 300 тис.

## Структура

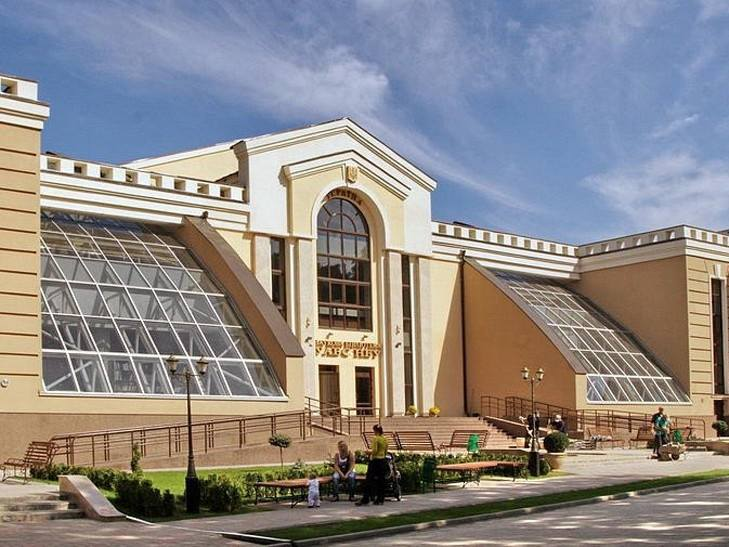
Конгрес-центр Сумського державного університету

Бібліотека Сумського державного університету − сучасна високотехнологічна інформаційна система, до складу якої входять:
- Центральна бібліотека (окремий корпус університету – Бібліотечно-інформаційний центр) : читальні зали з  відкритим доступом, абонемент, літературна вітальня, коворкінг "Універ CITY", інформаційно-бібліографічний відділ, відділ інформаційних технологій та комп’ютерного забезпечення, відділ комплектування та наукової обробки документів, книгосховище;
- Філія бібліотеки – бібліотека 2 інститутів : Навчально-науковий інститут бізнесу, економіки та менеджменту, Навчально-науковий інститут права;
- Бібліотека Навчально-наукового медичного інституту;

- бібліотека Шосткинського інституту;

- 4 бібліотеки коледжів : Машинобудівного фахового коледжу, Класичного фахового коледжу, Шосткинського фахового коледжу імені Івана Кожедуба, Конотопського індустріально-педагогічного фахового коледжу;
- 15 кафедральних бібліотек[25].

## Фонд
Фонд бібліотеки СумДУ за змістом універсальний та багатогалузевий, охоплює видання від початку XVI ст. до сьогодення. 
У відсотковому співвідношенні виглядає наступним чином:
- навчальні видання – 45%;
- наукові видання – 40%;
- художні та рідкісні видання – 15%.

Щороку бібліотечний фонд комплектується періодичними виданнями вітчизняних та закордонних видавництв, книгами, навчально-методичною літературою, новинками художньої літератури. Видання іноземними мовами становлять понад 5% загального бібліотечного фонду і представлені 24 мовами світу.
Майже 50% надходжень до бібліотечного фонду забезпечується видавництвом університету. Станом на січень 2024 року колекція “Праці співробітників СумДУ”  нараховувала понад 70 тис. документів.
Активно проводиться робота з благодійними та громадськими організаціями, бізнес-спільнотою, книготорговельними організаціями, посилюється співпраця з різними видавництвами (“Медицина”, “Нова Книга”, “Патерик”, “Новий Світ-2000”, Олді+), що сприяє поповненню бібліотечного фонду в середньому на 1 тис. назв видань на рік.
З метою реалізації послуги міжбібліотечного абонементу (МБА) налагоджено книгообмін із бібліотеками України, Польщі; Бібліотекою Конгресу США.

### Фонд рідкісних видань
Створений та постійно оновлюється фонд рідкісної книги : раритетні видання, видання з підписами авторів, репринтні та факсимільні відтворення видань, книги-переможці конкурсів, рідкісні сучасні видання. Колекція налічує понад 1800 назв.
Серед факсимільних та репринтних видань на особливу увагу заслуговують видання Т. Г. Шевченка:
- Мала книжка (або захалявний зошит): Автографи поезій (1847-1850 рр.);
- Більша книжка: Автографи поезій (1847-1860 рр.);
- Кобзар: Фототипія позацензурного примірника видання 1840 року;
- Видання першого (за хронологією) із чотирьох альбомів малюнків Тараса Шевченка.

Унікальною є колекція рідкісних видань з медицини (1848-1920 рр.), яка зберігається у фонді бібліотеки Навчально-наукового медичного інституту СумДУ.

### Пересопницьке Євангеліє

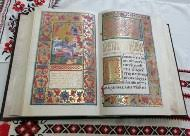
Пересопницьке Євангеліє

2008 р. – колекція рідкісної книги бібліотеки СумДУ поповнилася унікальним факсимільним виданням Пересопницького Євангелія (1556-1561 рр.) – визначної рукописної пам’ятки староукраїнської мови та мистецтва XVI століття.
Пересопницьке Євангеліє є першим із відомих перекладів священного тексту Євангелія староукраїнською мовою, яке було здійснено з метою відстоювання власної культури, релігії, мови українського народу. Оригінал зберігається в Інституті рукопису Національної бібліотеки ім. В. Вернадського НАН України у Києві.
2008 р. – Сумським державним університетом презентовано документальний фільм "Пересопницьке Євангеліє – видатна пам’ятка українського відродження XVI ст.", який став переможцем у номінації "Фільми духовної тематики" на XII Київському Міжнародному фестивалі документальних фільмів "КІНОЛІТОПИС-2013".
2018 р. – у рамках програми "Десятиліття української мови", ініційованої 5-м Президентом України Петром Порошенком, бібліотека СумДУ започаткувала проєкт "Українська мова : історія і сучасність". Було проведено цикл культурно-просвітницьких заходів та виставок цінних видань української мови, до якого увійшло і факсимільне видання Пересопницького Євангелія.

## Супровід наукової та навчальної діяльності
Бібліотека надає цілодобовий віддалений доступ до інформаційних ресурсів, впроваджує online-сервіси, забезпечує комп’ютеризоване обслуговування.
Комфортні читальні зали надають відкритий доступ до друкованих та електронних колекцій; мають простір для індивідуальної та групової роботи; оснащені комп’ютерами, точками WI-FI доступу, сучасним копіювальним обладнанням.
2018 р. – після підписання меморандуму Міністерством освіти і науки України з компаніями “Антиплагіат” та Plagiat.Pl, бібліотека розпочала адміністрування антиплагіатних систем та перевірку дисертаційних досліджень професорсько-викладацького складу СумДУ.
2018 р. – на основі укладеного з компанією Plagiat.Pl договору, бібліотека здійснює перевірку академічних текстів, зокрема кваліфікаційних робіт, ліцензійним програмним забезпеченням StrikePlagiarism.
2018 р. – бібліотека запровадила цикл семінарів/тренінгів для студентів та науковців з питань академічної доброчесності, основ інформаційної, цифрової та медіаграмотності, правильного оформлення посилань та цитувань у наукових роботах, перевірки академічних текстів на плагіат, роботи з генераторами посилань та бібліографічними менеджерами, здійснення класифікації документів (за Універсальною десятковою класифікацією)
2019 р. – вперше забезпечено можливість перевірки усіх академічних текстів (наукові статті, монографії, курсові та кваліфікаційні роботи, дисертації) авторів СумДУ на плагіат за допомогою системи StrikePlagiarism. Співробітниками бібліотеки здійснено організаційне, навчально-методичне та інформаційно-технологічне супроводження даного процесу.
2019 р. – з метою підвищення ефективності виявлення плагіату реалізовано синхронізацію репозитарію СумДУ з атиплагіатною системою StrikePlagiarism.
З 2019 р. - бібліотекою проводиться персоніфіковане інформаційно-бібліографічне обслуговування академічної спільноти шляхом створення тематичних та інформаційних дайджестів за різними напрямками (2019 р. - 13; 2024 р. - 29).
2020 р. – розроблено електронний курс з дисципліни «Основи академічного письма. Модуль 2. Робота з інформаційними джерелами», що містить лекції, практичні роботи і тести для викладання студентам 1 курсу через платформу @MIX.
З 2020 р., щороку, співробітники бібліотеки проводять короткострокову програму підвищення кваліфікації для працівників бібліотечних установ України «Діджиталізація бібліотечної справи: інструменти та методи реалізації».
2022 р. - розпочато роботу щодо покращення та розширення використання унікальних відкритих ідентифікаторів вчених в межах членства Національного Консорціума ORCID задля забезпечення автоматизованого обміну даних та покращення дослідницького іміджу університету.
2022 р. - розпочато роботу як координаторів університету щодо впорядкування та підтримки профілів СумДУ в базах даних Scopus та Web of Science, відповідно до п. 5.1.3 Оперативного плану МОН України, затвердженого наказом № 29 від 17.01.22 р., задля забезпечення якісного моніторингу результатів наукової діяльності університету за показниками публікаційної активності.
З 2022 р. - започатковано проведення навчального семінару "Кваліфікаційна робота: алгоритм написання" для здобувачів щодо дотримання академічної доброчесності під час написання та оформлення кваліфікаційних робіт
2023 р. - започатковано проєкт LibGuides з метою систематизації усіх наявних ресурсів за напрямами досліджень/спеціальностей академічної спільноти СумДУ. Лібгайди є досить поширеною практикою за кордоном, це досить зручний формат подачі інформації, який суттєво економить час на пошук необхідних ресурсів студентам, викладачам та науковцям. Сайт LibGuides містить інформацію про освітні та наукові інформаційні ресурси, періодику та книги, сервіси та інструменти для дослідників; подано інформацію про консультантів, які виконують функції предметних бібліотекарів: надають інформаційну підтримку та сприяють налагодженню партнерських відносин із факультетами/інститутами.

## Електронні ресурси
Бібліотека СумДУ є офіційним партнером Української бібліотечної асоціації, членом консорціуму "Інформатіо" та учасником національного проєкту "ElibUkr".
Бібліотекою систематично здійснюється пошук, комунікація з провайдерами, вітчизняними і міжнародними організаціями, адміністрування та організація доступу до авторитетних наукометричних, повнотекстових інформаційних ресурсів, а також до ресурсів, що виконують сервісні функції, – перевірка текстів на унікальність та орфографію, формування бібліографії до списків використаних джерел. 
З 2022 р. – завдяки підтримці європейської спільноти отримано доступ до платформи Research4Life, сервісу міжбібліотечного абонементу RapidІLL (доступ до колекцій понад 500 світових бібліотек) та ініціативи RSCVD (Resource Sharing during COVID – Спільне використання ресурсів під час COVID).
Забезпечено доступ до ресурсів за підтримки МОН України та європейської спільноти - Scopus, Web of Science, SciVal, Springer Nature, ScienceDirect, McGraw-Hill, Bentham Science, Physioplus, Elsevier Health, BMG Publishing Group Ltd, EBSCOhost,  Cambridge University Press, Oxford University Publishing, Association for Computing Machinery, ASTM Compass, IOPscience, DynaMed, Elsevier Health, Thieme, UpToDate, STATA, Grammarly; освітніх онлайн-платформ – Coursera, Udemy, Physioplus, American Society of Hematology, Emeritus, Labster, Ukraine Global Faculty (станом на 31.12.2023). 
Функціонування бібліотеки, починаючи від технічної підтримки до розроблення та вдосконалення власних електронних ресурсів, підтримується ІТ-підрозділами університету, що дозволяє постійно впроваджувати сучасні інформаційні технології та власні електронні бази.

### Сайт
Нова версія сайту бібліотеки містить навчальні модулі, каталогізатор інформаційних ресурсів СумДУ та відкритих освітніх ресурсів, дайджести подій. Створено навчальні модулі українською та англійською мовами з академічної доброчесності, академічного письма, питань інтелектуальної власності, ліцензування, цитування, роботи з інформаційними джерелами, аналізу та візуалізації даних тощо.
Сайт має універсальний адаптований для різних пристроїв дизайн, сервіси онлайн чату, зворотнього зв’язку, замовлення книг та приміщень.
У межах реалізації проєкту «Бібліотека за безбар’єрність» забезпечена вебдоступність сайту бібліотеки.

### Електронний каталог
Електронний каталог відображає весь фонд бібліотеки в режимі реального часу, зокрема й віддалено, з будь-якого куточка світу. У червні 2020 р. здійснено перехід на нову версію АБІС «УФД/ Бібліотека» 3.
Містить понад 750 тис. бібліографічних описів та 104 тис. електронних версій документів, зокрема й оцифровану колекцію унікальних стародруків "Фоліант".

### Сайт LibGuides
2023 р. – впроваджено новий сайт Лібгайди (LibGuides), що був започаткований з метою швидкого та ефективного пошуку актуальної інформації для підтримки дослідницької діяльності, викладання та навчання. Всі тематичні колекції сайту наповнені матеріалами українською та англійською мовами. Здійснено систематизацію ресурсів відповідно до освітніх напрямків. Впроваджено функцію сортування ресурсів відповідно до критеріїв: тематика, тип доступу.

### Інституційний репозитарій eSSUIR
Інституційний репозитарій університету (англ. Electronic Sumy State University Institutional Repository, eSSUIR) накопичує, систематизує, зберігає та забезпечує відкритий доступ до навчальних та науково-дослідницьких праць магістрів, аспірантів, співробітників та професорсько-викладацького складу університету. Загальне управління репозитарієм здійснює Вчена рада університету, організаційну та методичну підтримку забезпечує бібліотека. В обов’язковому порядку в репозитарії розміщуються матеріали, рекомендовані до видання Вченою радою університету, а також твори, видані при повному або частковому фінансуванні СумДУ.
2010 р. - репозитарій розпочав роботу як пілотний проєкт.
2011 р., січень - офіційно почав діяти. 
2013 р. - отримав Міжнародний стандартний номер для серійних видань. 
2017 р. - до нього було приєднано репозитарій Української академії банківської справи. 
2018 р. - до репозитарію було інтегровано ORCID-ідентифікатори авторів. 
2019 р. - реалізовано синхронізацію репозитарію з атиплагіатною системою StrikePlagiarism, яка застосовувалася для кваліфікаційних, конкурсних, науково-дослідних робіт, тематичних досліджень тощо.
2020 р. -  для користувачів запроваджено можливість вибору ліцензії під час самоархівування публікацій. Інтерфейс локалізовано двома мовами[джерело?]. Впроваджено сервіси індивідуальної і загальної статистики завантажень; сервіс внутрішнього рейтингу авторів, публікацій та ін.[джерело?]
2020 р. - репозитарій працює на програмному забезпеченні DSpace версії 6.0. Технічну підтримку забезпечує ІТ-служба університету.
2023 р. (лютий) – за результатами зимової версії 2023 р. світового рейтингу репозитаріїв Transparent Ranking від Webometrics репозитарій СумДУ - перший серед інституційних репозитаріїв України за кількістю документів, проіндексованих Google Scholar; на 27 місці - серед 3 922 інституційних репозитаріїв світу; на 38 місці - серед 4 048 репозитаріїв світу. 
2024 р., липень - репозитарій містить 94 тис. документів.
2024 р. - за підсумками грудневої версії (18th edition) загального рейтингу Transparent Web Ranking of Repositories, репозитарій СумДУ зайняв 1-ше місце серед інституційних репозитаріїв України за кількістю публікацій, проіндексованих Google Scholar, з показником у 71 700 публікацій; посів 40-ве місце серед 4 494 інституційних репозитаріїв світу і 50-те місце серед 4 640 репозитаріїв світу.

## Культурно-просвітницька діяльність. Проєкти бібліотеки

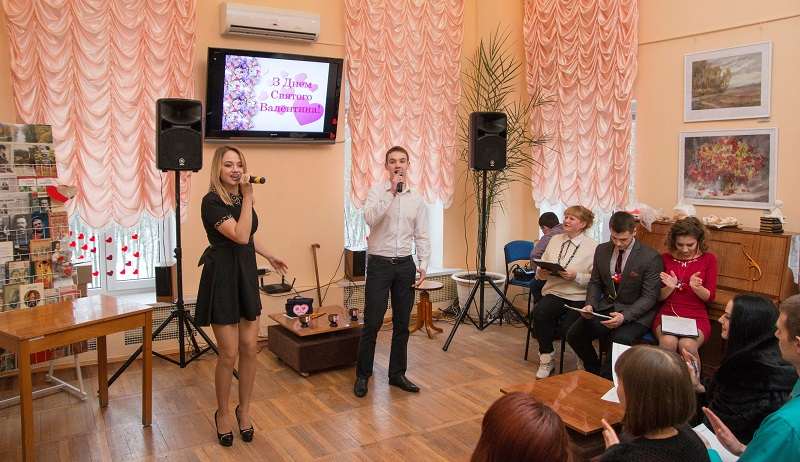
Літературна вітальня

Культурно-просвітницька діяльність включає в себе:
1. проведення культурних заходів:
  - бібліоквести (профорієнтаційні, краєзнавчі, віртуальні VR/AR квести);
  - літературно-музичні вечори;
  - поетичні, історичні та правові години;
  - конкурси;
  - зустрічі з цікавими людьми, письменниками, поетами, художниками;
  - майстер-класи професіоналів
2. проведення національно-патріотичних заходів. 2022 р. - започатковано проєкт бібліотеки «З Україною в серці», який сприяє формуванню патріотичних цінностей, переконань та поваги до культурної та історичної спадщини України. У межах проєкту реалізовуються заходи:
  - квести;
  - інтелектуальні турніри;
  - вікторини,
  - виставки, інсталяції;
  - перегляди літератури;
  - історичні години;
  - мовні брифінги.
3. організацію персональних виставок художників і фотохудожників Сумщини.

2019 р. - розвиток проєкту Зелена бібліотека [Архівовано 24 вересня 2020 у Wayback Machine.] – популяризація «зеленого» способу життя; ековиставки; участь в екологічних акціях та співпраця з екоактивістами міста; навчальні семінари зі школярами та студентами; екоквести;  розробка та поширення відкритих освітніх ресурсів - інформаційні буклети та закладки, брошури з екологічного виховання (“Думай по-зеленому [Архівовано 20 липня 2020 у Wayback Machine.]”, “Життя у стилі Еко [Архівовано 20 липня 2020 у Wayback Machine.]”); започатковано рубрику "Абетка екоактивіста".
2019 р. - бібліотека СумДУ започаткувала проєкт "Промоція читання", який має на меті підвищення інтересу до книги та читання, формування читацьких уподобань, популяризація фонду бібліотеки для культурного, професійного та інтелектуального збагачення людини.
2020 р. – започатковано проєкт "Цифрова освіта". Бібліотека СумДУ стала офіційним хабом Національного проєкту Освітня онлайн платформа Дія.Цифрова освіта. У партнерстві з платформою бібліотека має на меті надати можливість українцям безкоштовно здобути знання з цифрової грамотності. 2023 р. - за результати діяльності з напрямку навчання цифровій грамотності студентів та школярів бібліотека СумДУ здобула перемогу в конкурсі, організованому Українською бібліотечною асоціацією за сприяння Програми розвитку Організації Об’єднаних Націй та Швеції серед Хабів цифрової освіти України.   
2020 р. - бібліотека СумДУ започаткувала проєкт "СумДУ на сторінках Вікіпедії", мета якого − створення та розміщення матеріалів про різні сфери діяльності та особистостей університету до вільної енциклопедії Вікіпедія, задля популяризації надбань університету.
З 2021 р.  на базі бібліотеки створено Міжнародний клуб "International Club for Students", мета якого – згуртувати студентів-іноземців та українських студентів, залучити їх до культурного, суспільного та творчого життя університету. Клуб працює у форматі цікавих зустрічей та розповідей про рідну країну, її звичаї, традиції, історію, спільних переглядів фільмів, ігор. І все це англійською.
2022 р. - взято участь у спільному архівуванні документів про війну з країною-агресором у межах проєкту Української бібліотечної асоціації щодо створення колекції Національної цифрової бібліотеки. Серед заархівованих фактів: 427 фото, 22 відеоматеріали.
2023 р., листопад  – започаткований артпроєкт «Бібліотека+Театр=Вербальна реконструкція» Вперше в стінах літературної вітальні Сумського державного університету відбулась прем’єра вистави «Силуети» молодіжного театру «Місто С». Постановка втілена в життя режисером Наталією Черкасенко за мотивами творчості Ліни Костенко.
2023 р. – запроваджено проєкт «Бібліотека за безбар’єрність» з метою створення доступного фізичного та інформаційного середовища, в якому забезпечуються рівні умови, права та можливості розвитку для всіх людей, зокрема для осіб з інвалідністю та інших маломобільних груп населення. У межах проєкту запроваджені функції соціальних предметних бібліотекарів.
Інші проєкти бібліотеки:
- Зустріч із людьми, що надихають – письменниками, поетами,  митцями, журналістами, громадськими активістами, успішними людьми та випускниками СумДУ.
- Благодійні проєкти – передача книг дітям-сиротам та вишу-переселенцю.
- Культурні проєкти – запис відео з відомими особистостями СумДУ та міста; створення віртуальних квестів з метою популяризації читання; проведення та участь у тематичних книжкових виставках.
- Проєкт інформаційної грамотності – семінари/тренінги/консультації з питань академічного письма; розробка власних навчальних матеріалів щодо інформаційної грамотності та академічної доброчесності; видання посібника з академічної доброчесності ("Довідник з академічної доброчесності", "Academic Integrity Guide") англійською та українською мовою; розробка курсу “Основи академічного письма” на платформі @MIX.

## Музеї
У приміщенні бібліотеки розташовуються постійнодіючі музеї. Щорічно приймають значну кількість відвідувачів: студенти, викладачі, учні шкіл міста й області, чисельні делегації, гості університету як з України, так і з різних куточків світу.

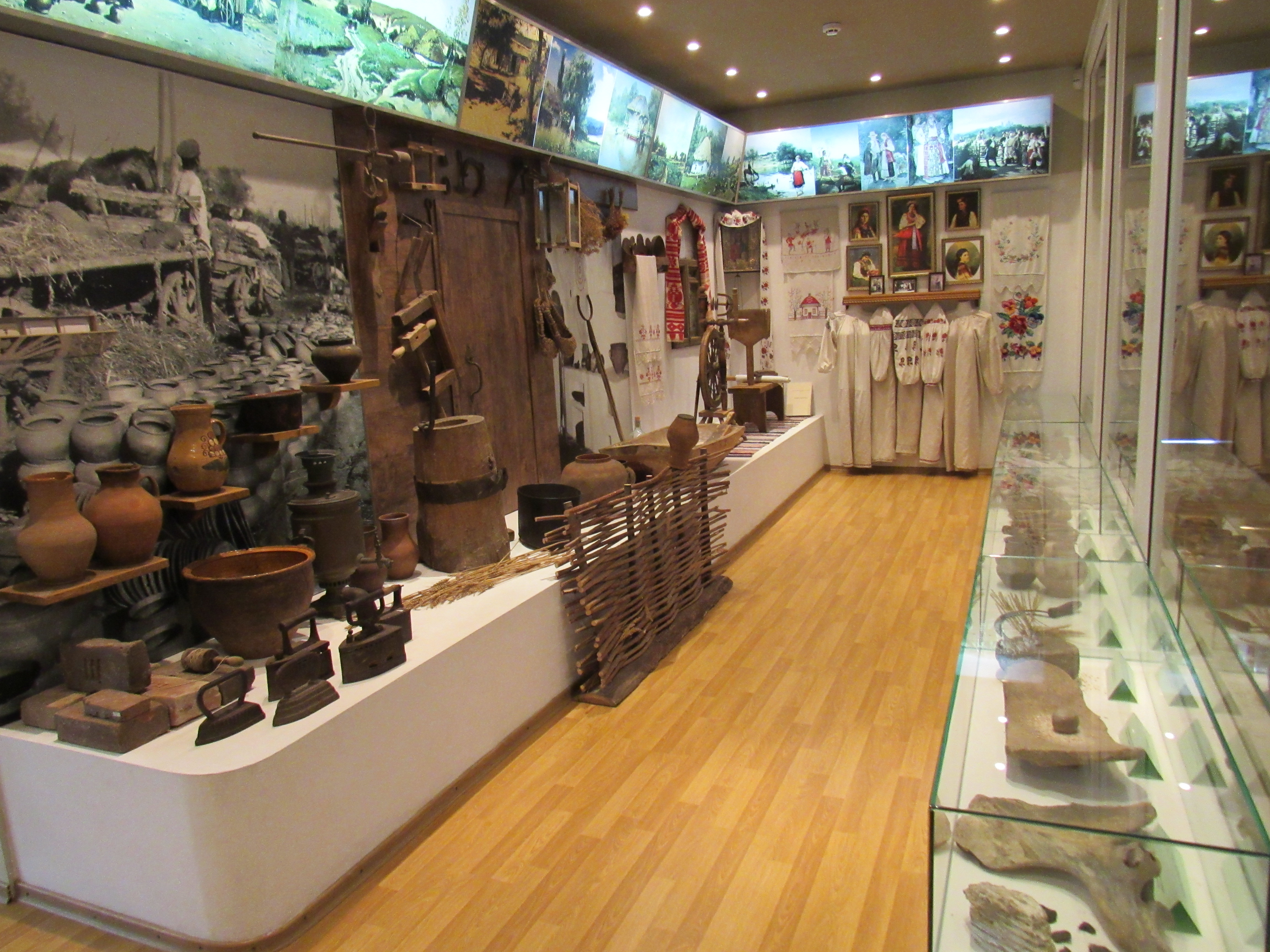
Музей історико-краєзнавчих дослідженьСумського державного університету

### Музей історико-краєзнавчих досліджень СумДУ
Адреса: м. Суми, вул. Харківська, 116 (Центральна бібліотека).
Заснований 20 травня 2008 року до Дня науки, за ініціативи кандидата філологічних наук В. Б. Звагельського.
Матеріали музею зібрано викладачами і студентами СумДУ під час етнографічних та археологічних експедицій, польових досліджень, візуальних спостережень.
У музеї зберігається понад 1 тис. експонатів, серед яких предмети археології, етнографії, ілюстрації, фотоматеріали, які хронологічно охоплюють період від пізнього палеоліту до сьогодення. Особливу цінність становлять рідкісні матеріали археологічних розкопок пам’яток періоду Київської Русі, етнографічні артефакти XIX ст. та документи часів Великої Вітчизняної війни.

### Музей історії грошей СумДУ
Адреса: м. Суми, вул. Покровська, 9/1 (Філія бібліотеки СумДУ, Конгрес-центр).            

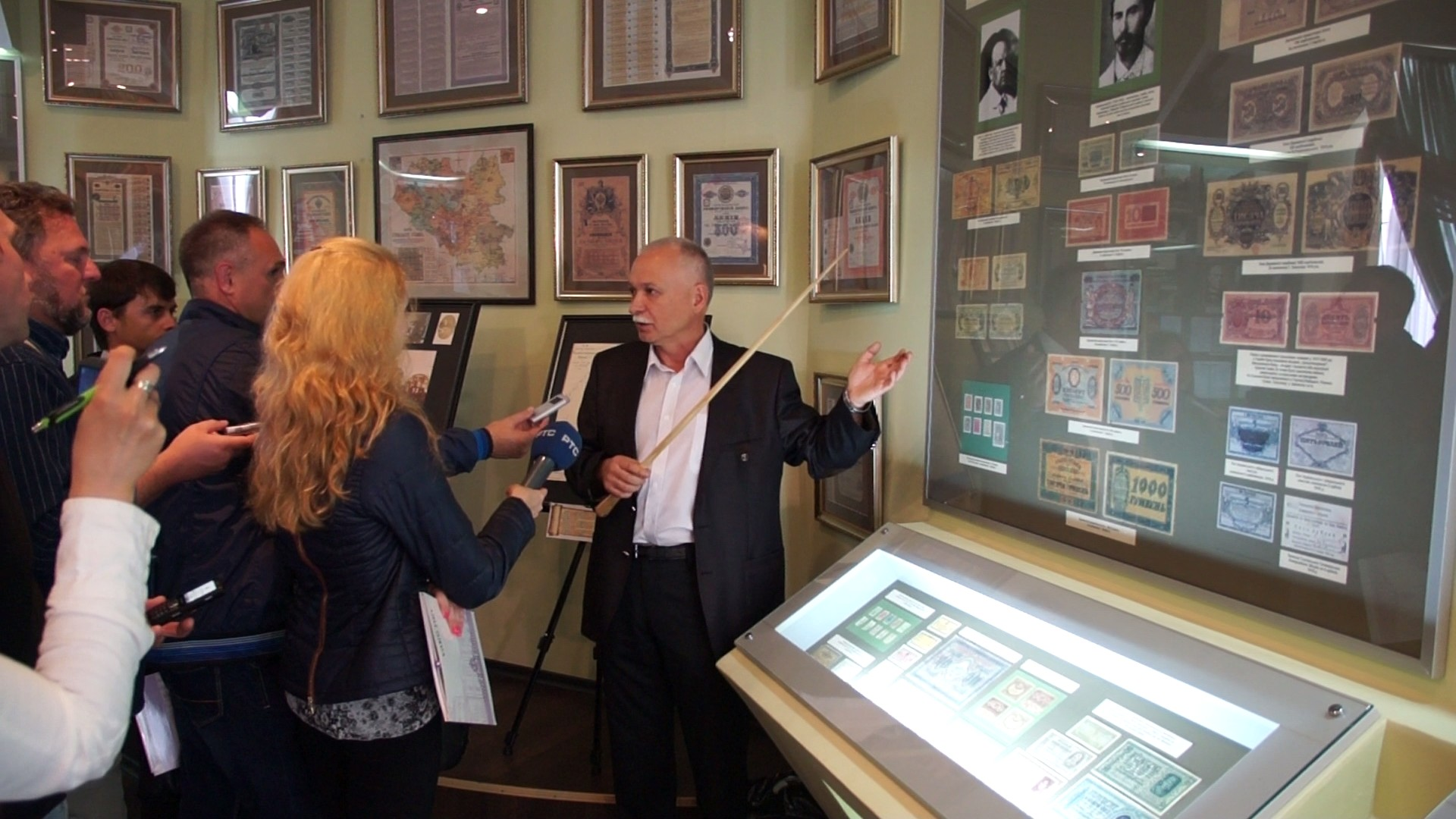
Музей історії грошей Сумського державного університету

Заснований у 2006 році, з нагоди святкування 10-ї річниці Української академії банківської справи Національного банку України.
Експозиція музею історії грошей розміщена за хронологічним принципом – від появи перших грошей до сьогодення. Представлені колекції паперових грошових знаків (бон), металевих грошей (монети, сувенірні зливки), цінних паперів часів Російської імперії, СРСР та України періоду незалежності, пам’ятні медалі Національного банку України. Історія розвитку банківської системи на Сумщині представлена світлинами видатних фінансистів та банківських установ, що діяли на території нашого краю наприкінці XIX – початку XX століть. Історичну цінність мають зразки рахувальної техніки, особисті речі працівників та банківські документи.